# Робер Пирес
Робер Пирес (на френски: Robert Pires) е бивш френски футболист. Играе като халф, най-често като ляво крило или атакуващ полузащитник.

## Кариера
Бащата на Пирес е португалец, а майка му — испанка. Робер е роден в Реймс (а според други източници — в Мец) на 29 октомври 1973 г. Футболистът казва, че имал проблеми в училището с френския, тъй като у дома говорели само на португалски и испански. Майка му се казва Марибел Фернандес, а баща му – Антонио Пирес. Има по-малък брат, който се казва Тони. През 1998 г. се жени за Натали.
Тежи около 74 kg и е висок 187 см. На 3 юли 2000 г. се присъединява към лондонския футболен отбор Арсенал.
Дебютът му за Арсенал е на 19 август 2000 г., когато играе във Висшата лига срещу Съндърланд, но отборът му пада като гост с 1–0. Арсенал си осигурява французина срещу 6 млн. паунда, като точно преди да премине в лондонския отбор, Пирес играе в Олимпик Марсилия.
Преди да отиде в Арсенал, Пирес играе в Стад дьо Реймс, ФК Мец (1992–1998), Олимпик Марсилия (1998–2000)
Прякорите му включват Боб, Боби и Роби, а Тони Адамс го нарича д'Артанян.
Във френския национален отбор по футбол и в Арсенал играе с номер 7.